# Part of the Band
Part of the Band è un singolo del gruppo musicale inglese The 1975, pubblicato il 7 luglio 2022 come primo estratto dal quinto album in studio Being Funny in a Foreign Language.

## Tracce
- Download digitale

1. Part of the Band – 4:20

## Video
Il videoclip della canzone è stato diretto da Samuel Bradley.

## Classifiche
| Classifica (2022) | Posizione raggiunta |
| ----------------- | ------------------- |
| Regno Unito       | 57                  |